# Wendell Meredith Stanley
Pour les articles homonymes, voir Stanley.
Wendell Meredith Stanley (16 août 1904 à Ridgeville, Indiana, États-Unis - 15 juin 1971) était un biochimiste et virologue américain, co-lauréat avec John Howard Northrop de la moitié du prix Nobel de chimie de 1946.

## Biographie
Stanley est né à Ridgeville dans l'Indiana. Il effectue ses études de chimie à l'Earlham College à Richmond, puis à l'université d'Illinois où il obtient son doctorat de chimie en 1929.
En tant que membre du Conseil national de recherche des États-Unis, il s'installe à Munich pour effectuer ses recherches jusqu'en 1931. À son retour aux États-Unis, il obtient un poste d'assistant à l'Institut Rockefeller. Il effectue ses recherches à l'institut en tant que membre associé à partir de 1937, puis de membre à partir de 1940. En 1948, il est recruté comme professeur de biochimie et directeur du laboratoire de virologie de l'université de Berkeley. De 1948 à 1953, il est directeur du département de biochimie, puis directeur du département de virologie à partir de 1958.
Le travail de recherche de Stanley concerne notamment la stéréochimie des composés de type diphényles et la chimie des stérols. Ses recherches sur le virus causant la mosaïque du tabac le conduit à la découverte d'une nucléoprotéine contrôlant l'activité du virus.
Il est co-lauréat avec John Howard Northrop de la moitié du prix Nobel de chimie de 1946 (l'autre moitié a été remise à James Batcheller Sumner) « pour leur préparation des enzymes et des protéines virales sous une forme purifiée ». Sa carrière scientifique est également couronnée de nombreux prix et récompenses, parmi lesquels la médaille Rosenburger (université de Chicago), le prix Alder (Harvard) et le prix Scott (ville de Philadelphie) en 1938, la médaille Nichols en 1946, la médaille Gibbs en 1947 et la médaille Franklin en 1948. Il est également titulaire de nombreux doctorats honorifiques.